# GitHub Pages
GitHub Pages — вебхостинг, який пропонує GitHub для розміщення статичних вебсторінок для користувачів GitHub, блогів користувачів, проектної документації або навіть цілих книг. Вебсайти розміщуються в субдоменах домену github.io або в іншому домені, який придбав користувач.
Сервіс інтегрований з ПЗ Jekyll, який дозволяє створювати статичні вебсайти або блоги. Дописи в форматі Jekyll можуть бути збереженими як файли в Git репозиторії й при оновленнях сервіс GitHub Pages автоматично перебудує статичний сайт.
GitHub Pages був запущений 2008 року. Відповідно до прийнятої в GitHub моделі монетаризації сервіс має два рівні підтримки: безоплатний та платний.